# Stere Adamache
Stere Adamache (Galați, 17 agosto 1941 – Crișan, 9 luglio 1978) è stato un calciatore rumeno, di ruolo portiere.
Morì a 36 anni annegato nel Danubio.

## Carriera
Nato a Galați, iniziò la sua attività in diverse squadre giovanili della sua città (Energia Galați, Ancora Galați e Știința Galați) prima di approdare alla Dinamo Galați. Qui fece due stagioni senza mai giocare in Divizia B e una stagione nel Viitorul Bucarest squadra che militava in Divizia A e nella quale esordì in massima serie il 9 settembre 1962 nell'incontro terminato 0-0 contro il Știința Cluj. Al termine della stagione la squadra si sciolse e approdò nel Steagul Roșu Brașov, squadra con la quale disputò tutta la restante parte della carriera, 14 stagioni di cui 13 in Divizia A.
Con la Nazionale, Adamache collezionò soltanto 7 presenze. Esordì nel 1970 nell'amichevole contro la Francia persa 2-0, entrò nel secondo tempo al posto di Necula Răducanu. Fece parte della spedizione alle Olimpiadi di Tokyo del 1964 ed al Mondiale del 1970 in Messico. In questa manifestazione fu il primo portiere in assoluto ad essere sostituito nella storia del Campionato mondiale.